# Сен-Вивьен (Дордонь)
Сен-Вивье́н (фр. Saint-Vivien) — коммуна во Франции, находится в регионе Аквитания. Департамент — Дордонь. Входит в состав кантона Пеи-де-Монтень и Гюрсон. Округ коммуны — Бержерак.
Код INSEE коммуны — 24514.

## География
Коммуна расположена приблизительно в 480 км к югу от Парижа, в 55 км восточнее Бордо, в 60 км к юго-западу от Перигё.
На севере коммуны протекает река Лидуар, а на юге — река Эстро.

### Климат
Климат умеренный океанический со средним уровнем осадков, которые выпадают преимущественно зимой. Лето здесь долгое и тёплое, однако также довольно влажное, здесь не бывает регулярных периодов летней засухи. Средняя температура января — 5 °C, июля — 18 °C. Изредка вследствие стечения неблагоприятных погодных условий может наблюдаться непродолжительная засуха или случаются поздние заморозки. Климат меняется очень часто, как в течение сезона, так и год от года.

## Население
Население коммуны на 2010 год составляло 287 человек.
| 1962 | 1968 | 1975 | 1982 | 1990 | 1999 | 2010 |
| ---- | ---- | ---- | ---- | ---- | ---- | ---- |
| 249  | 274  | 247  | 250  | 242  | 241  | 287  |

## Администрация
| Период | Период | Фамилия     | Партия        | Примечания |
| ------ | ------ | ----------- | ------------- | ---------- |
| 2001   | 2008   | Серж Лакруа | Разные правые |            |
| 2008   | 2020   | Дидье Фурко | Разные левые  | фермер     |

## Экономика
В 2010 году среди 171 человека трудоспособного возраста (15-64 лет) 109 были экономически активными, 62 — неактивными (показатель активности — 63,7 %, в 1999 году было 72,7 %). Из 109 активных жителей работали 100 человек (49 мужчин и 51 женщина), безработных было 9 (6 мужчин и 3 женщины). Среди 62 неактивных 16 человек были учениками или студентами, 28 — пенсионерами, 18 были неактивными по другим причинам.

## Фотогалерея

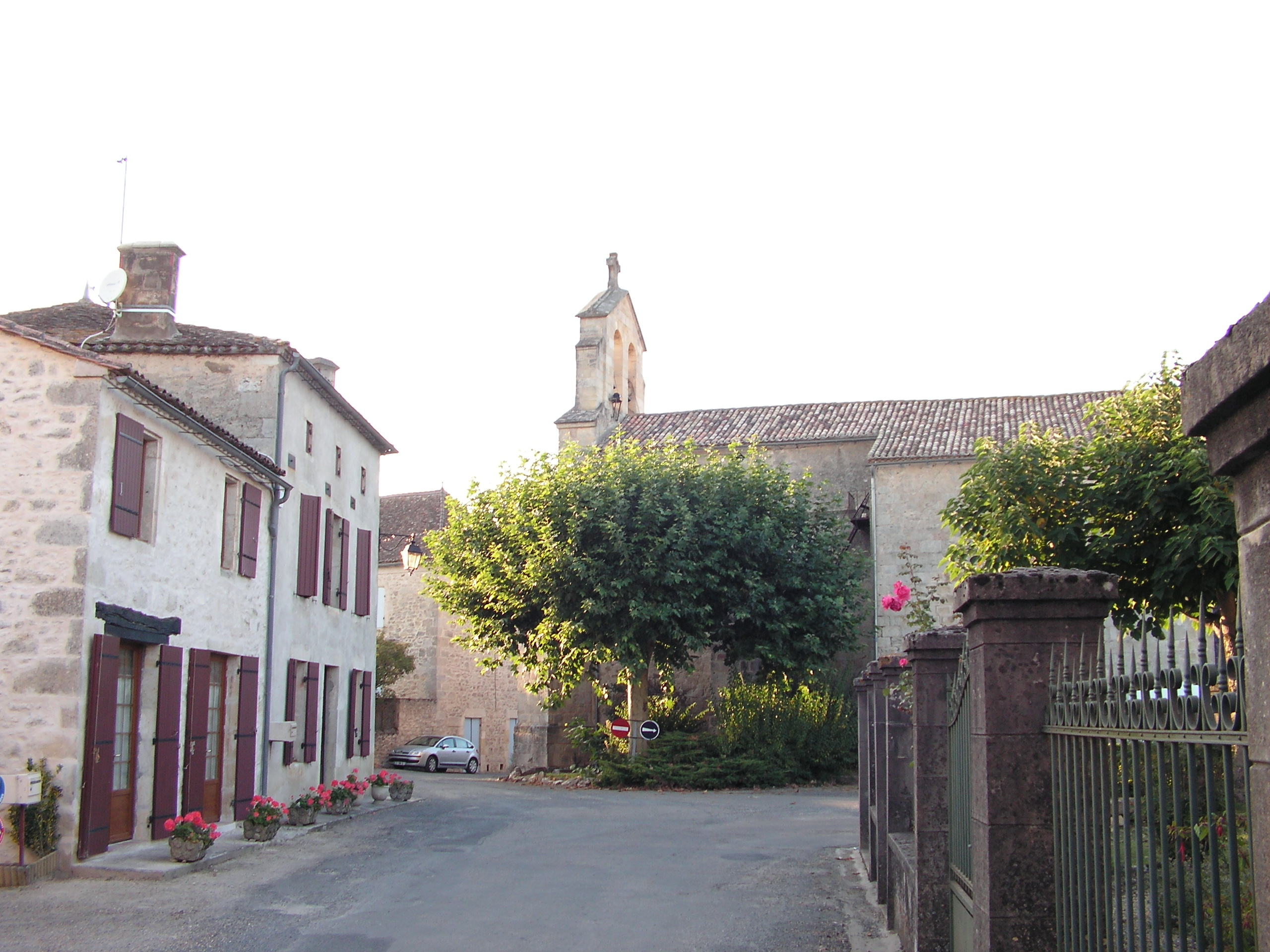
Сен-Вивьен
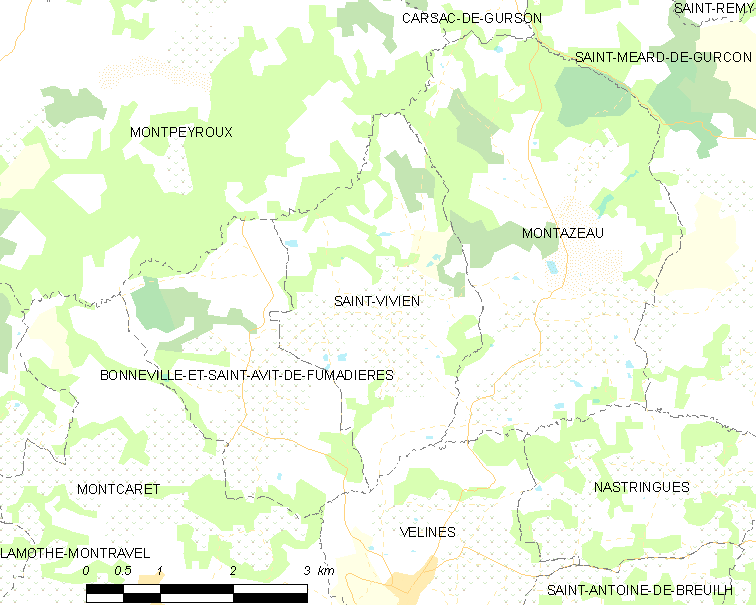
Карта коммуны